# Chilmulli
Chilmulli (chilmol).- vrsta hrane meksičkih Nahua, odnosno Asteka (chilmulli) i gvatemalskih Indijanaca Quiché (u njihovom jeziku chilmol) koja se pripremala s čilijem, kojem je ona glavni sastojak. Riječ mulli označava 'mješavinu', + čili, vrsta ljute papričice. Chilmulli se kroz povijest očuvao u suvremenom jelu poznatom kao 'mole', deliciji suvremene meksičke kuhinje, koja se priprema kao “mole poblano” (u državi Puebla), “mole negro” (Oaxaca), “mole amarillo” (na jugoistoku), “mole colorado” (u Dolini Meksika)”, “mole ranchero”, “mole verde”, “mole de olla”, “mole pipían” i mnoga druga.

## Vanjske poveznice
- Origin of Mole  Arhivirana inačica izvorne stranice od 2. srpnja 2007. (Wayback Machine)